# Théorème de Lindelöf
En mathématiques, le théorème de Lindelöf est un résultat d'analyse complexe, du nom du mathématicien finlandais Ernst Leonard Lindelöf. Il énonce qu'une fonction holomorphe sur une demi-bande dans le plan complexe, bornée sur sa frontière, et ne croissant pas "trop vite" dans la direction non bornée de la bande est en fait bornée sur toute la bande. Le résultat est utile dans l'étude de la fonction zêta de Riemann, et est un cas particulier du principe de Phragmén–Lindelöf. Le théorème de Lindelöf est analogue au théorème des trois droites d'Hadamard.

## Enoncé du théorème
Soit Ω une demi-bande du plan complexe:
{\displaystyle \Omega =\{z\in \mathbb {C} |x_{1}\leq \mathrm {Re} (z)\leq x_{2}{\text{ et }}\mathrm {Im} (z)\geq y_{0}\}\subsetneq \mathbb {C} .\,}
Supposons que ƒ est holomorphe (i.e. analytique) sur Ω et qu'existent M, A et B telles que
{\displaystyle |f(z)|\leq M{\text{ pour tout }}z\in \partial \Omega \,}
et
{\displaystyle {\frac {|f(x+iy)|}{y^{A}}}\leq B{\text{ pour tout }}x+iy\in \Omega .\,}
Alors f est bornée par M sur Ω entier:
{\displaystyle |f(z)|\leq M{\text{ pour tout }}z\in \Omega .\,}

## Preuve
Soit {\displaystyle \xi =\sigma +i\tau } appartenant à {\displaystyle \Omega }. Soient {\displaystyle \lambda >-y_{0}}, un entier {\displaystyle N>A} et {\displaystyle y_{1}>\tau } vérifiant {\displaystyle {\frac {By_{1}^{A}}{(y_{1}+\lambda )^{N}}}\leq {\frac {M}{(y_{0}+\lambda )^{N}}}}. En appliquant le principe du maximum à la fonction {\displaystyle g(z)={\frac {f(z)}{(z+i\lambda )^{N}}}} sur le rectangle{\displaystyle \{z\in \mathbb {C} |x_{1}\leq \mathrm {Re} (z)\leq x_{2}{\text{ et }}y_{0}\leq \mathrm {Im} (z)\leq y_{1}\}}on obtient {\displaystyle |g(\xi )|\leq {\frac {M}{(y_{0}+\lambda )^{N}}}}, c'est-à-dire, {\displaystyle |f(\xi )|\leq M\left({\frac {|\xi +\lambda |}{y_{0}+\lambda }}\right)^{N}}. En faisant {\displaystyle \lambda \rightarrow +\infty }, on en déduit {\displaystyle |f(\xi )|\leq M} comme voulu.